# Bedřich Bridel

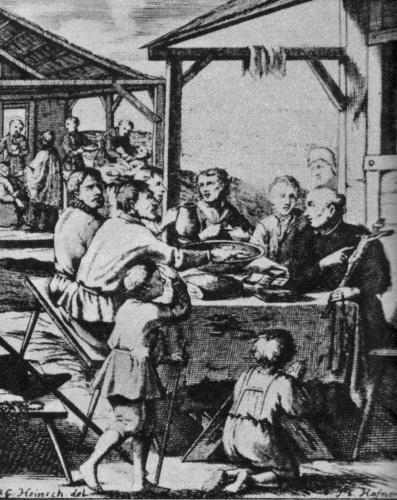
Bridel predica la ricattolicizzazione ai popolani cechi

Bedřich Bridel o Fridrich Bridelius (Vysoké Mýto, 1º aprile 1619 – Kutná Hora, 15 ottobre 1680) è stato uno scrittore, poeta e missionario ceco.

## Biografia
Studiò al liceo dei gesuiti di Praga. Nel 1637 entrò nella Compagnia di Gesù e fu ordinato sacerdote verso il 1650. Dal 1656 al 1660 diresse la tipografia dei gesuiti del Clementinum di Praga. Dopo il 1660 si dedicò esclusivamente alle missioni e alla predicazione in Boemia. Morì di peste.

## Opera
La produzione letteraria di Bridel è varia, utilizzò diverse forme e diversi generi. La maggior parte delle sue opere sono libri di catechismo. Tradusse anche testi tedeschi e latini in ceco.

### Opere più importanti
- Co Bůh? Člověk? (Che Dio? L'uomo?) – una lunga poesia meditativa ritenuta oggi una delle opere più importanti della poesia barocca ceca
- Život svatého Ivana, 1656 (Vita di sant'Ivano)
- Stůl Páně (La tavola del Signore)
- František svatý Xaver (San Francesco Saverio)
- Sláva Svatoprokopská, 1662 (La gloria di san Procopio)
- Katechismus katolický (Catechismo cattolico)